# Gottfried Keller
Gottfried Keller (Zürich, 19. srpnja 1819. – Zürich, 15. srpnja 1890.), švicarski književnik.
Javio se 1846. godine političkim pjesmama u Zürichu. Studirao je u Heidelbergu, gdje piše tragediju "Therese" koja ostaje nedovršena. Jedan je od istaknutih realista 19. st., dao je sugestivnu sliku sredine, galeriju malograđanskih tipova, umjetnika, studenata. Vjerovao je u progres i tražio da čovjek služi zajednici, nalazeći radost u onome što postoji.

## Djela
- "Sedam legendi",
- "Zeleni Heinrich",
- "Ljudi u Seldwyli",
- "Züriške novele".